# Jaromír Šofr
Jaromír Šofr (* 20. září 1939 Brno) je český kameraman a vysokoškolský pedagog.

## Biografie
Narodil se v Brně. Jeho otec provozoval lékárnu v Třebíči, kde Šofr také prožil válečná léta. Od mládí tíhnul k hudbě a výtvarnému umění (od 13 let hraje na altový saxofon). Vystudoval gymnázium v Třebíči, kde v roce 1956 odmaturoval. Na FAMU byl přijat už ve svých sedmnácti letech (1956). Roku 1961 absolvoval filmem Věry Chytilové Strop, který byl uveden do distribuce v roce 1963 s dalším filmem Chytilové Pytel blech. V jeho dílech je patrný vliv francouzské nové vlny. Důkazem může být slavný interaktivní film Kinoautomat: Člověk a jeho dům, který vzbudil pozornost na EXPU 67. Mezi lety 1961 a 1962 pracoval v ČST, mezi lety 1962 a 1964 pracoval v Československém armádním filmu a od roku 1964 do roku 1991 pracoval ve Filmovém studiu Barrandov. V roce 1980 se začal věnovat také malbě.
Autorsky spolupracoval především s Jiřím Menzelem (Ostře sledované vlaky, Rozmarné léto, Skřivánci na niti, Na samotě u lesa, Postřižiny) a Věrou Chytilovou (Pytel blech, Strop, Panelstory aneb jak se rodí sídliště, Vlčí bouda). Ze spolupráce s dalšími tvůrci lze uvést filmy O slavnosti a hostech (s Janem Němcem), Ať žije republika (s Karlem Kachyňou), Farářův konec (s Evaldem Schormem), S čerty nejsou žerty (s Hynkem Bočanem) nebo Člověk proti zkáze (se Štěpánem Skalským).
Roku 2007 získal Českého lva za nejlepší kameru filmu Obsluhoval jsem anglického krále. V roce 2019 byl oceněn Cenou města Třebíče.
Vyučuje na katedře kamery FAMU. Věnuje se profesionální digitalizaci a restaurování filmů.
Věnuje se také malbě, v říjnu roku 2021 vystavoval své obrazy v Malovaném domě v Třebíči.

## Filmografie
| Rok  | Film                                                  | Režie               | Poznámky          |
| ---- | ----------------------------------------------------- | ------------------- | ----------------- |
| 1961 | Strop                                                 | Věra Chytilová      | studentský film   |
| 1962 | Pytel blech                                           | Věra Chytilová      | studentský film   |
| 1965 | O slavnosti a hostech                                 | Jan Němec           |                   |
| 1965 | Ať žije republika                                     | Karel Kachyňa       |                   |
| 1966 | Ostře sledované vlaky                                 | Jiří Menzel         |                   |
| 1966 | Kinoautomat: Člověk a jeho dům                        | Radúz Činčera       |                   |
| 1967 | Rozmarné léto                                         | Jiří Menzel         |                   |
| 1968 | Náhrdelník melancholie – Sedm písní Marty Kubišové    | Jan Němec           | TV film           |
| 1968 | Farářův konec                                         | Evald Schorm        |                   |
| 1969 | Skřivánci na niti                                     | Jiří Menzel         |                   |
| 1970 | Velká neznámá                                         | Pavel Hobl          |                   |
| 1971 | Hry lásky šálivé                                      | Jiří Krejčík        |                   |
| 1973 | Dny zrady                                             | Otakar Vávra        | I. a II.          |
| 1974 | Na startu je delfín                                   | Jaromír Borek       |                   |
| 1974 | Kdo hledá zlaté dno                                   | Jiří Menzel         |                   |
| 1975 | Tak láska začíná...                                   | Hynek Bočan         |                   |
| 1975 | Osvobození Prahy                                      | Otakar Vávra        |                   |
| 1976 | Na samotě u lesa                                      | Jiří Menzel         |                   |
| 1977 | Řeknem si to příští léto                              | Július Matula       |                   |
| 1977 | Hodina pravdy                                         | Václav Matějka      |                   |
| 1978 | Báječní muži s klikou                                 | Jiří Menzel         |                   |
| 1979 | Causa Králík                                          | Jaromil Jireš       |                   |
| 1979 | Panelstory aneb jak se rodí sídliště                  | Věra Chytilová      |                   |
| 1979 | Zápisník zmizelého                                    | Jaromil Jireš       | TV film           |
| 1980 | Útěky domů                                            | Jaromil Jireš       |                   |
| 1981 | Řetěz                                                 | Jiří Svoboda        |                   |
| 1981 | Postřižiny                                            | Jiří Menzel         |                   |
| 1981 | Povídka malostranská                                  | Jiří Krejčík        |                   |
| 1983 | Vítr v kapse                                          | Jaroslav Soukup     |                   |
| 1983 | Putování Jana Amose                                   | Otakar Vávra        |                   |
| 1983 | Katapult                                              | Jaromil Jireš       |                   |
| 1985 | Vesničko má středisková                               | Jiří Menzel         |                   |
| 1985 | S čerty nejsou žerty                                  | Hynek Bočan         |                   |
| 1985 | Albert                                                | František Vláčil    |                   |
| 1985 | Čardášová Julie                                       | Garik Sako          | krátký, animovaný |
| 1987 | Vlčí bouda                                            | Věra Chytilová      |                   |
| 1988 | Stupne poražených                                     | Július Matula       |                   |
| 1989 | Konec starých časů                                    | Jiří Menzel         |                   |
| 1989 | Člověk proti zkáze                                    | Štepán Skalský      |                   |
| 1991 | Žebrácká opera                                        | Jiří Menzel         |                   |
| 1993 | Život a neobyčejná dobrodružství vojáka Ivana Čonkina | Jiří Menzel         |                   |
| 1993 | Il Giovane Mussolini                                  | Gianluigi Calderone | TV film           |
| 2006 | Obsluhoval jsem anglického krále                      | Jiří Menzel         |                   |
| 2013 | Donšajni                                              | Jiří Menzel         |                   |